# Ноель Філдінг
Ноель Філдінг (англ. Noel Fielding; нар. 21 травня 1973, Вестмінстер, Лондон, Велика Британія) — англійський актор, комік, сценарист, продюсер, художник, композитор. Відомий своєю роллю Вінса Нуара в «Майті Буш». У 2012 році запустив свій власний телесеріал Noel Fielding's Luxury Comedy.

## Кар'єра
Ноель Філдінг народився 21 травня 1973 року в Вестмінстері (Лондон) в сім'ї Дайан і Рея Філдінгів. Навчався в Кройдонськом художньому коледжі та коледжі Букінгермширського Нового університеті. Ноель Філдінг регулярно виступав як стендап-комік наприкінці 90-х років.

### Участь у Майті Буш
У 1998 познайомився з Джуліаном Берреттом, після чого останній запропонував Ноелю утворити творчий дует. В квітні 1998, під час їхнього першого спільного виступу в клубі Oranje Boom Boom, «народилися» персонажі (працівників зоопарку): життєрадісний модник Вінс Нуар (Ноель) та серйозний любитель джазу Говард Мун (Джуліан Берретт).

## Фільмографія
| Рік   |    | Українська назва       | Оригінальна назва                 | Роль      |
| ----- | -- | ---------------------- | --------------------------------- | --------- |
| 1999  | ф  | Планкет та Маклейн     | Plunkett & Macleane               |           |
| 2000  | кф | Sweet                  | Sweet                             |           |
| —2008 | с  | The IT Crowd           | The IT Crowd                      |           |
| 2009  | ф  | Bunny and the Bull     | Bunny and the Bull                |           |
| 2009  | ф  | I Spit on Your Rave    | I Spit on Your Rave               |           |
| 2015  | ф  | Set the Thames on Fire | Set the Thames on Fire            |           |
| 2019  | ф  | Lego Фільм 2           | The Lego Movie 2: The Second Part | Бальтазар |